# Wolfsgrube bei Ittelshofen

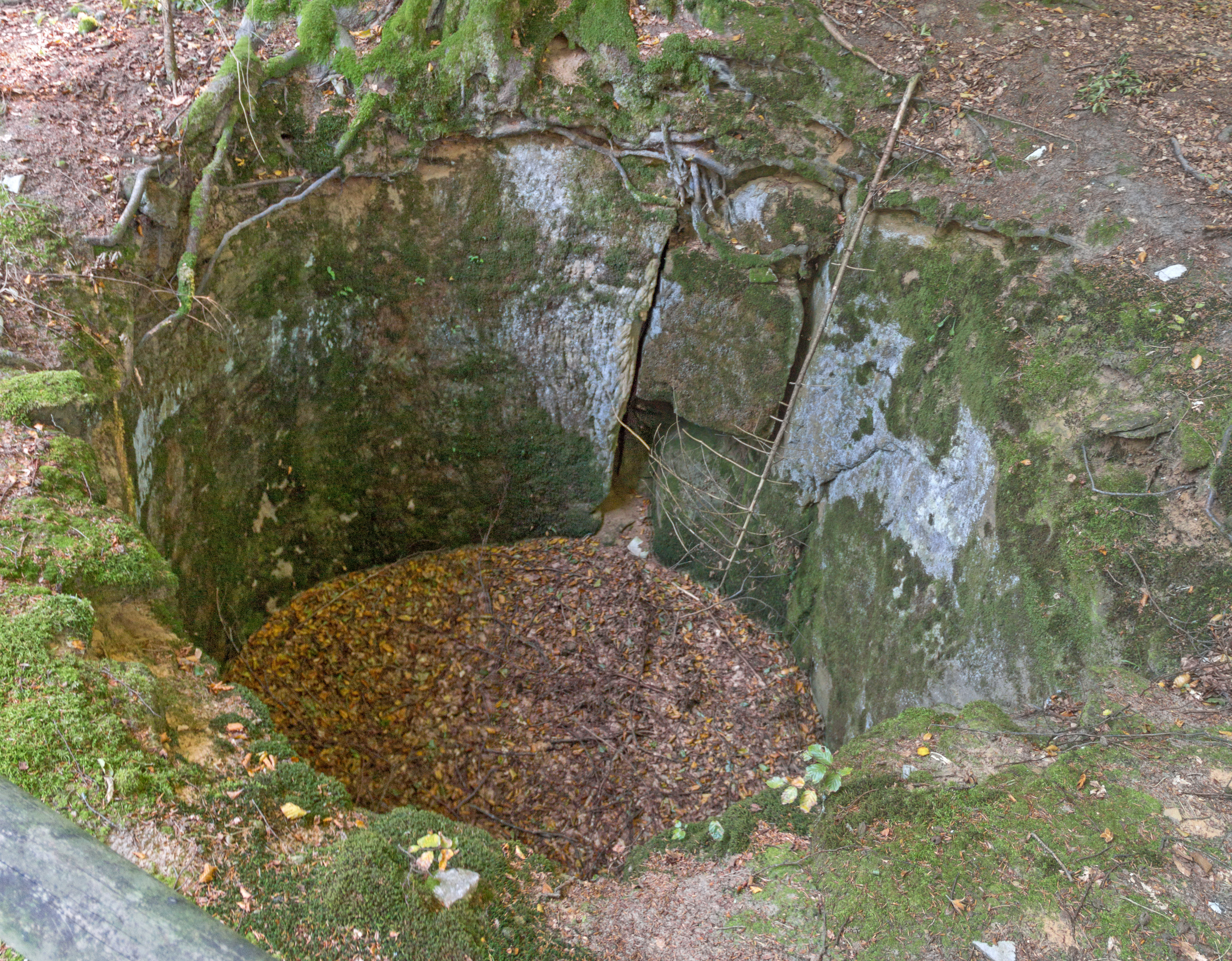
Wolfsgrube bei Ittelshofen

Die Wolfsgrube bei Ittelshofen ist eine historische Wolfsgrube bei Ittelshofen, einem Gemeindeteil der Gemeinde Offenhausen im mittelfränkischen Landkreis Nürnberger Land in Bayern.

## Lage
Die Wolfsgrube befindet sich etwa 200 Meter südwestlich von Ittelshofen am Hang der Gemarkung Brunnholz. Sie liegt versteckt mitten im Wald, ist aber dennoch einfach zu erreichen. Von der Verbindungsstraße zwischen Ittelshofen und Klingenhof führt ein einfacher Pfad direkt an ihr vorbei. Die Grube ist durch ein Holzgeländer gesichert.

## Beschreibung

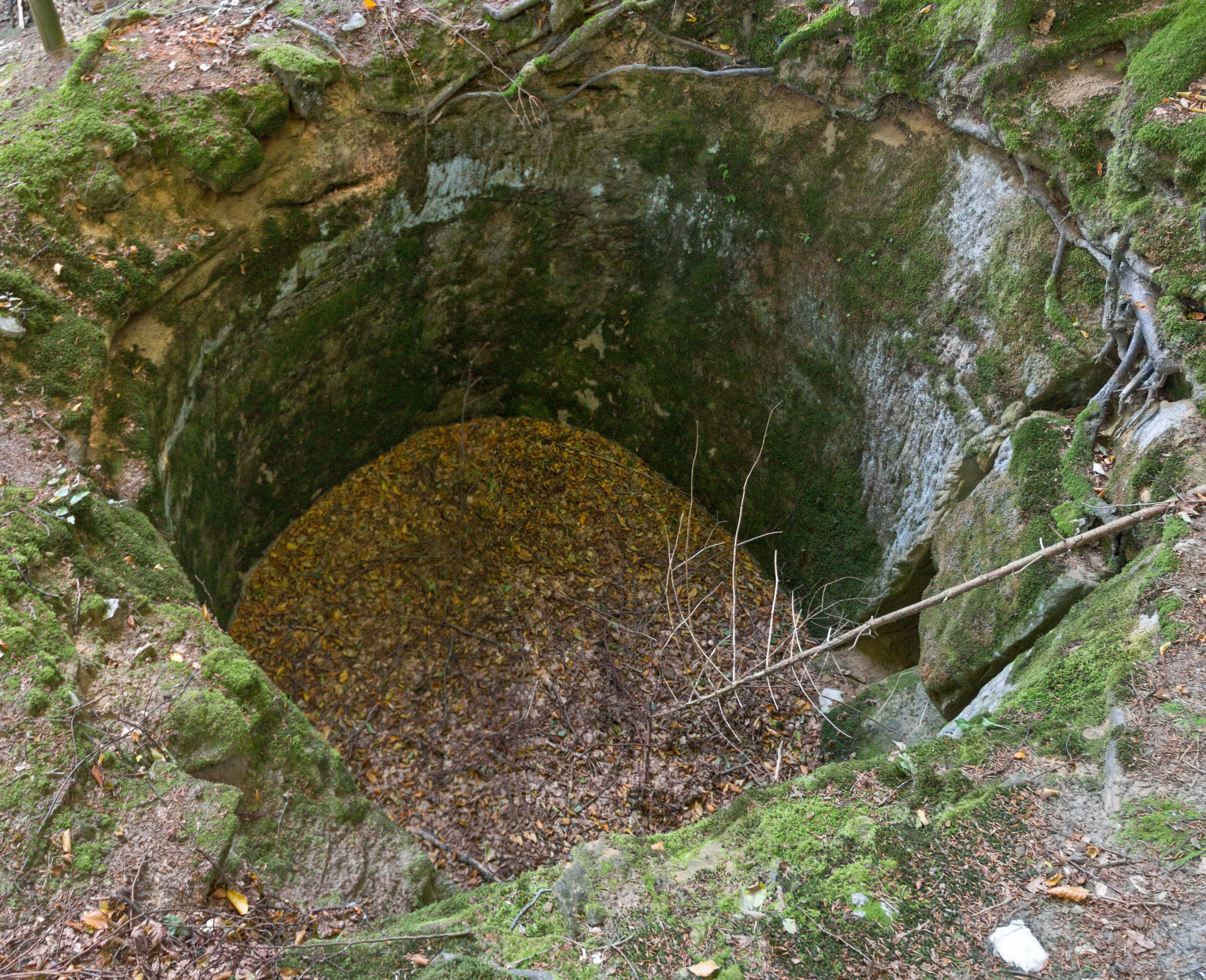
Die Grube, Sicht von Norden

Die Grube hat einen Durchmesser von etwa 3 Metern, ist 3 Meter tief und wurde 1637 errichtet. Sie wurde in mühevoller Handarbeit kreisrund in den Sandstein geschlagen und ist wahrscheinlich die noch besterhaltene in ganz Franken. Während der Kleinen Eiszeit um 1600 war die Wolfspopulation groß, und um Kühe und Schafe zu schützen, legten Bauern Wolfsgruben an. In der Mitte der Grube ragte ein Pfahl mit einem Podest, an dem ein lebender Köder festgebunden wurde. Die Grube wurde vollständig mit Reisig, Stroh und Laub bedeckt. Durch die Laute der Köder wurde der Wolf angelockt, brach dann ein und konnte sich nicht mehr selbst aus der tiefen Grube befreien. Zusätzlich im Boden verankerte spitze Pfähle verletzten oder töteten den hineingestürzten Wolf.
Lokal wird die Wolfsgrube auch Bärenloch genannt, obwohl sie nie den Zweck hatte, Bären darin zu fangen.